# Kemer Cup 2013
Il Kemer Cup 2013 è stato un torneo di tennis facente parte della categoria ITF Women's Circuit nell'ambito dell'ITF Women's Circuit 2013. Il torneo si è giocato a Istanbul in Turchia dal 4 al 10 novembre 2013 su campi in cemento indoor e aveva un montepremi di $50,000.

## Partecipanti

### Teste di serie
| Nazionalità   | Giocatrice               | Ranking* | Testa di serie |
| ------------- | ------------------------ | -------- | -------------- |
| Ungheria      | Tímea Babos              | 95       | 1              |
| Slovacchia    | Jana Čepelová            | 96       | 2              |
| Austria       | Patricia Mayr-Achleitner | 102      | 3              |
| Slovenia      | Tadeja Majerič           | 112      | 4              |
| Russia        | Nina Bratčikova          | 135      | 5              |
| Russia        | Aleksandra Panova        | 136      | 6              |
| Liechtenstein | Stephanie Vogt           | 143      | 7              |
| Turchia       | Çağla Büyükakçay         | 150      | 8              |

- Ranking al 28 ottobre 2013.

### Altre partecipanti
Giocatrici che hanno ricevuto una wild card:
- Öykü Boz
- Anastasia Bukhanko
- Hülya Esen
- Ege Tomey

Giocatrici che sono passate dalle qualificazioni:
- Laura-Ioana Andrei
- Elizaveta Kuličkova
- Tereza Smitková
- Viktorija Tomova
- Kateřina Kramperová (lucky loser)
- Nina Zander (lucky loser)

## Vincitrici

### Singolare
Ksenija Pervak ha battuto in finale  Eva Birnerová con il punteggio di 6–4, 7–6(4)

### Doppio
Nigina Abduraimova /  Maria Elena Camerin hanno battuto in finale  Tadeja Majerič /  Andreea Mitu con il punteggio di 6–3, 2–6, [10–8]